# Dix, Nebraska
Dix är en ort (village) i Kimball County i delstaten Nebraska i USA. Orten hade 187 invånare, på en yta av 0,57 km² (2020). Dix är beläget i delstatens västra del, vid den gamla landsvägen U.S. Route 30 omkring 15 kilometer öster om countyts huvudort Kimball.
Dix grundades 1886 vid den transamerikanska järnvägen och uppkallades efter en av nybyggarnas tidigare hemort Dixon i Illinois.
Orten har en station på Union Pacifics transkontinentala linje, som idag endast används för godstrafik. Någon kilometer söder om staden passerar den öst-västliga moderna motorvägen Interstate 80.